# テ・アヒワル・ジリキンダヴェタ
テ・アヒワル・ジリキンダヴェタ（Te Ahiwaru Cirikidaveta、1998年4月12日 - ）は、スーパーラグビー・パシフィックフィジアン・ドゥルアに所属するラグビー選手。

## プロフィール
- ニュージーランド・テ・アラロア出身[1]。
- ポジションはロック(LO)、フランカー(FL)、ナンバーエイト(No8)。
- 身長 194cm、体重 110kg
- フィジー代表キャップは10（2024年3月現在）でラグビーワールドカップ2023のフィジー代表に選ばれた[2]。

## 略歴
タスマンを経て、2022年、フィジアン・ドゥルアに加入。